# Pfarrkirche Hannersdorf

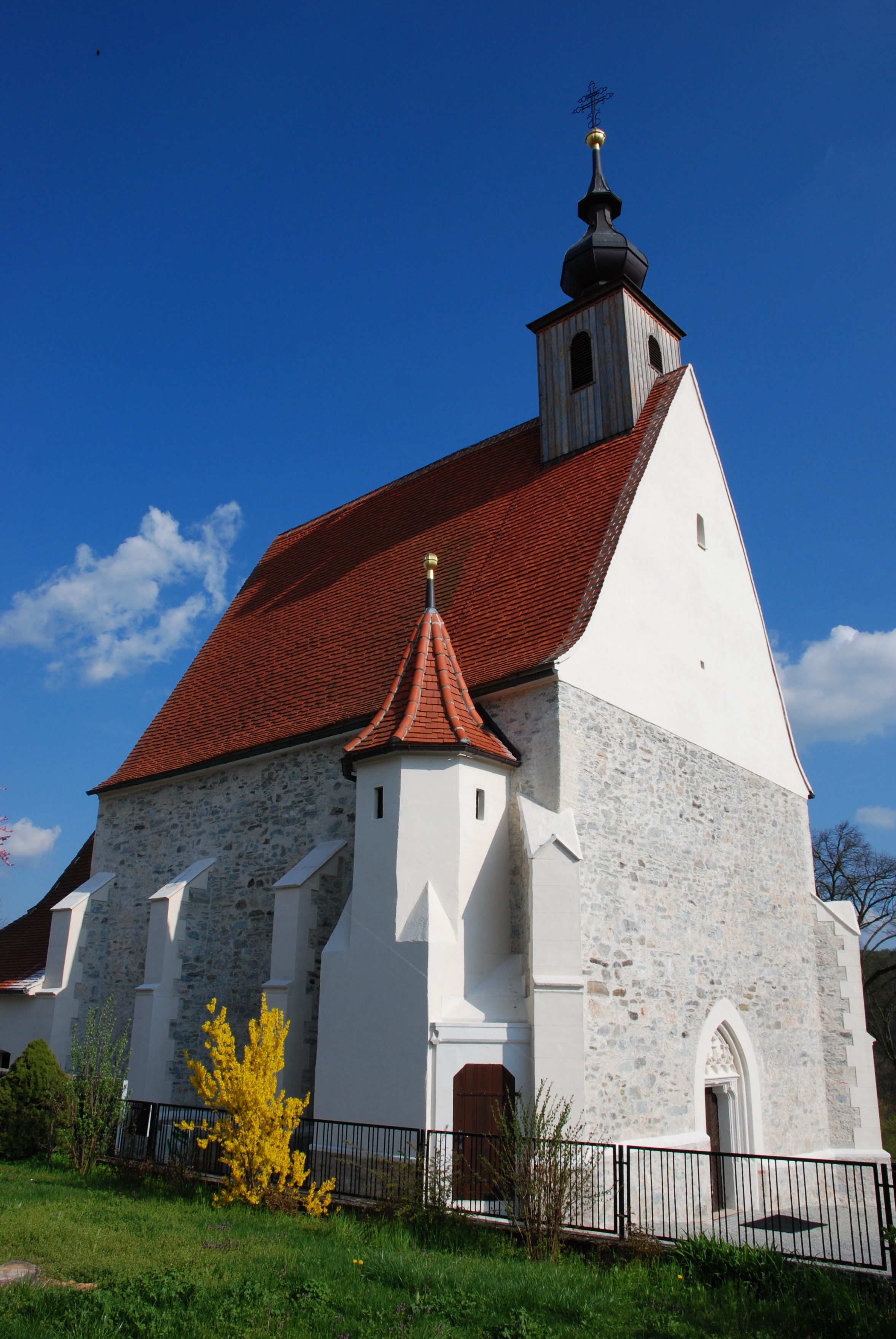
Kath. Pfarrkirche Mariä Geburt in Hannersdorf

Die römisch-katholische Pfarrkirche Hannersdorf steht in der Gemeinde Hannersdorf im Bezirk Oberwart im Burgenland. Sie ist dem Fest Mariä Geburt geweiht und gehört zum Dekanat Rechnitz in der Diözese Eisenstadt. Das Bauwerk steht unter Denkmalschutz.

## Lagebeschreibung
Die Kirche steht auf einem Hang hoch über der Ortschaft in einem ummauerten Kirchhof.

## Geschichte
Die Pfarre wurde um 1500 gegründet. 1525 wurde vermutlich das Kirchenschiff neu gebaut, 1715 erfolgte eine Renovierung, 1765 wurde die Kirche barockisiert und 1893 teilweise regotisiert. 1967/68 erfolgte eine Innenrestaurierung und 1973 eine Außenrestaurierung. Alle Restaurierungsdaten sind am Triumphbogen schriftlich festgehalten.

## Kirchenbau
Kirchenäußeres
Der Sakralbau ist eine gotische Dorfkirche. Der Chor aus dem 15. Jahrhundert ist niedrig und eingezogen. Das Schiff hat ein hohes Dach aus dem ersten Viertel des 16. Jahrhunderts. Darüber ist ein kleiner Dachreiter mit barockem Zwiebelhelm aus dem 18. Jahrhundert. An Kirchenschiff und Chor sind einfache Strebepfeiler. Im Chor sind Spitzbogenfenster mit originalem Terrakottamaßwerk. In der Südwand sind drei Fenster mit erneuertem Maßwerk. Das Portal ist als Vorhangbogen-Portal gestaltet. Die Fragmente der Wandmalereien neben dem Südportal stammen aus dem 18. Jahrhundert. Das Westportal ist ein spätgotischer verstäbter Kragbogensturz. Das Bogenfeld wurde 1893 erneuert. Es zeigt einen Löwen mit Widderkopf unter den Pranken. Am östlichen Chorstrebepfeiler ist eine römerzeitliche Marmorplastik aus dem 2. Jahrhundert n. Chr. Auch am nördlichen Schiffstrebepfeiler ist ein römerzeitliches Relief eines Weinstockes aus dem 2. Jahrhundert n. Chr. Beide Steine stammen aus der ehemaligen Befestigungsanlage der Ortschaft Burg.
Kircheninneres
Das dreijochige Kirchenschiff ist netzrippengewölbt. Dieses wurde 1893 teilweise erneuert. Die Empore ist dreiachsig und kreuzrippenunterwölbt. Ein spitzbogiger Triumphbogen trennt das Kirchenschiff vom zweijochigen Chor und der Apsis mit 3/8-Schluss. Der Chor ist kreuzgewölbt. Die Gewölberippen und das Sakristeiportal mit abgeschrägten Gewänden sind aus Terrakotta. Die originale Sakramentsnische mit den ursprünglichen Türchen stammt aus dem vierten Viertel des 15. Jahrhunderts.
Die Wandmalereien an der Nordwand des Kirchenschiffes wurden im ersten Viertel des 16. Jahrhunderts gemalt. Sie stellt die Kreuzigung mit Stifterfiguren dar. Im Chor sind Reste von ornamental gemalter Dekoration. Beide Wandmalereien wurden im Jahr 1968 freigelegt, restauriert und ergänzt.

## Ausstattung

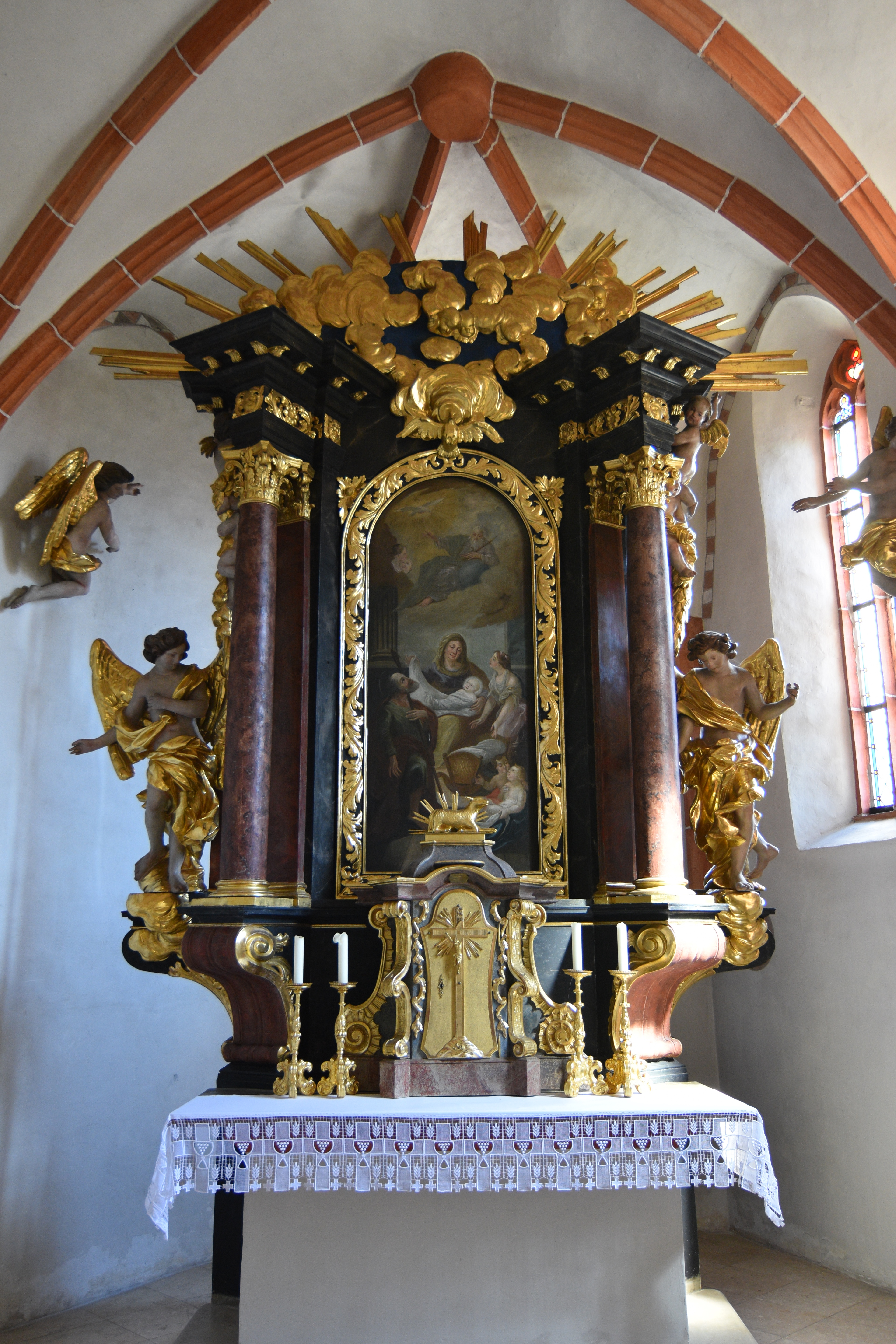
Der Altar

Der barocke Hochaltar stammt aus dem zweiten Viertel des 18. Jahrhunderts und wurde für eine andere unbekannte Kirche gebaut. 1757 wurde er für die Kirche in Hannersdorf adaptiert. Der Hochaltar ist ein Säulenaltar mit schwerem Gebälk und kleinem Aufsatz. Das Altarbild zeigt die Szene „Mariä Geburt“. Seitlich stehen große Engelfiguren und Putten.
Der Seitenaltar ist dem heiligen Josef geweiht. Es handelt sich um einen Wandaltar aus dem vierten Viertel des 17. Jahrhunderts mit gedrehten Säulen. Das Altarbild zeigt den heiligen Josef, die Seitenfiguren stellen die Heiligen Gregor und Rochus. Auf dem Sprenggiebel stehen Engel. Auf dem Tabernakel steht eine Schnitzfigur der heiligen Maria aus der ersten Hälfte des 18. Jahrhunderts. Sie wurde 1968 restauriert.
Die Kanzel wurde im zweiten Viertel des 18. Jahrhunderts gebaut. Auf ihr sind weiß gefaste Sitzfiguren der vier Evangelisten dargestellt.
An der Nordwand steht eine Schnitzfigur des heiligen Michaels aus dem zweiten Viertel des 18. Jahrhunderts. Sie war ursprünglich Aufsatzfigur des Hochaltares. Zwei Engel aus dem zweiten Viertel des 18. Jahrhunderts stehen an den Schräggewänden der Apsis. Das Ölbild des heiligen Johannes Nepomuk stammt aus der ersten Hälfte des 18. Jahrhunderts und hängt an der Südwand. Es war ursprünglich das Altarbild des ehemaligen linken Seitenaltares. Die 14 Kreuzwegstationen stammen ursprünglich aus der Pfarrkirche Steinbrunn. Sie wurden in den Jahren 1830 bis 1840 gemalt und 1975 restauriert. In der Apsis sind zwei Wappengrabsteine. Der eine gehört zum Grab von Freiherr Georg Albrecht von Rindsmaul († 1654), der zweite zu dem seiner Gattin Katharina geb. Aman († 1694).

## Orgel
Die Orgel in einem neogotischen Gehäuse wurde 1893 nach einem Entwurf von O. Szteloh aus Budapest ausgeführt. Die Orgel aus 1925 wurde von Konrad Hopferwieser senior mit 15 Registern errichtet.